# Katerina Mataira
Dame Kāterina Te Heikōkō Mataira (13 de novembro de 1932 - 16 de julho de 2011) foi uma defensora, educadora, intelectual, artista e escritora da língua maori da Nova Zelândia. Seus esforços para reviver e revitalizar a língua Māori (te reo Māori) levaram ao crescimento das escolas Kura Kaupapa Māori, na Nova Zelândia.

## Biografia
Kāterina Te Heikōkō Mataira nasceu em 1932, na Baía de Tokomaru, na costa leste da Ilha Norte da Noza Zelândia. Ela era membro da unidade de sociedade Maori Ngāti Porou iwi.
Ela inicialmente estudou para ser professora e educadora de artes. Ela estudou no Ardmore Teachers College e lecionou no Northland College onde um de seus alunos foi Selwyn Muru, inspirando-a a também estudar em Admore.
Kāterina Mataira passou algum tempo em várias ilhas do Pacífico. Ela esteve em Fiji de 1973 a 1975, inclusive trabalhando na Universidade do Pacífico Sul. Envolveu-se com a formação de professores e também com o estudo da confecção de tapas. De lá ela foi para Rarotonga enquanto eles estavam revivendo a tapa. Ela dirigiu programas de arte nas Ilhas Samoa, Nauru e Gilbert.
Kāterina Mataira e um amigo, o colega professor Ngoi Pēwhairangi, cofundaram o programa Te Ataarangi como forma de ensinar e revitalizar a língua maori. Kāterina ficou intrigada com o Silent Way, um método de ensino de línguas criado por Caleb Gattegno, e adaptou o método para ensinar Māori. Em 1980, concluiu uma tese de mestrado sobre o método, na Universidade de Waikato. Seus esforços lhe renderam o apelido de "mãe" do Kura Kaupapa Māori, segundo o Dr. Pita Sharples. Ela também é autora de livros ilustrados e romances infantis em língua maori. Sendo a única a escrevê-los neste idioma.
Ela se tornou membro fundadora da Comissão de Língua Māori, em 1987.

## Vida pessoal
Kāterina Mataira casou-se com Junior Te Ratu Karepa Mataira, com quem teve nove filhos.
Faleceu em 16 de julho de 2011, em Hamilton, aos 78 anos. Ela deixou nove filhos, 50 netos, bisnetos e um tataraneto. Seu tangi, ou funeral maori, foi no Ohinewaiapu Marae em Rangitukia.
Um dos netos de Mataira é o físico Ratu Mataira.

## Prêmios e reconhecimentos
- 1979 - bolsa Choysa para escritores infantis. Com isso, ela completou quatro livros ilustrados de lendas Māori.[5]
- 1996 - doutorado honorário da Universidade de Waikato.[5]
- 1998 - nomeada Companheira da Ordem de Mérito da Nova Zelândia, pelos serviços prestados à língua Māori, nas homenagens ao aniversário da rainha.[10]
- 2001 - prêmio Te Tohu Tiketike/Exemplar do prêmio Te Waka Toi da Creative New Zealand.[5][8]
- 2007 - Prêmio Betty Gilderdale.[11]
- 2009 - a UNESCO concedeu-lhe o Prémio Linguapax, que é “uma honra internacional que reconhece a preservação e promoção das línguas maternas como veículos essenciais de identidade e expressão cultural”.[5]
- 2011 - promovida a Dama Companheira da Ordem de Mérito da Nova Zelândia, também por serviços prestados à língua Māori, nas Honras de Aniversário da Rainha de 2011.[12]
- 2017 - uma das "150 mulheres em 150 palavras" da Royal Society Te Apārangi, celebrando as contribuições das mulheres ao conhecimento na Nova Zelândia.[13]

## Livros

### Escritos na língua Māori (te reo Māori)
Os livros que escreveu em Maori foram:
- Te Atea (1975)
- Makorea (2000). Imprensa Ahuru. Um romance histórico em três volumes.
- Makorea (2002)
- Rehua (2006)
- Livros ilustrados em maori para crianças - Maui e o peixe grande, Marama Taniweto e Nga Mokonui a Rangi